# Weißkehl-Sumpfhuhn
Das Weißkehl-Sumpfhuhn (Mustelirallus albicollis; Syn.: Porzana albicollis) ist eine Vogelart aus der Familie der Rallen (Rallidae), die in Kolumbien, Venezuela, Guyana, Suriname, Französisch-Guayana, Brasilien, Peru, Bolivien, Paraguay und Argentinien vorkommt. Der Bestand wird von der IUCN als nicht gefährdet (Least Concern) eingeschätzt.

## Merkmale
Das Weißkehl-Sumpfhuhn erreicht ein Körpergewicht von bis zu 90 bis 121 g bei einer Körperlänge von etwa 21 bis 24 cm. Es besteht kein Geschlechtsdimorphismus. Die Oberseite ist vom vorderen Oberkopf bis zum Schwanz braun mit dunkleren Flecken. Das Kinn und der obere Teil der Kehle sind blass grau, was nach hinten über den Bauch und die Flanken ins Grau übergeht. Die Unterschwanzdecken sind schwarz und weiß gebändert. Es hat rote Augen, einen grünlichen Schnabel und grüne Beine. Jungtiere ähneln ausgewachsenen Vögeln, wirken farblich aber stumpfer und haben eine bräunlich ausgewaschene Unterseite.

## Lautäußerungen
Die Lautäußerungen des Weißkehl-Sumpfhuhns besteht aus wiederholten, lauten, schnellen Abfolgen vibrierender Töne, die wie ein Maschinengewehr-d'd'd'd'-uu klingen. Außerdem gibt es einen scharfen tuk-Ruf von sich. Seine Rufe ertönen am häufigsten in den frühen Morgen- und Abendstunden.

## Fortpflanzung
Das Weißkehl-Sumpfhuhns brütet in Trinidad und Tobago von Juli bis Oktober, in Guyana von Februar bis Juli mit den meisten Bruten im Mai. Es ist gut möglich, dass es sogar ganzjährig brütet. Das Nest ist eine große offene Schüssel grob gewebt aus trockenem Gras und manchmal ein paar Blättern. Dieses wird auf einer Ablage auf oder knapp über dem Boden zwischen Savannengrasbüscheln oder im Schilf gebaut. Oft befindet es sich in der Nähe von Baumstümpfen, geschützt durch Wurzeln. Es hat einen äußeren Durchmesser von zwanzig Zentimetern und einen Innendurchmesser von zehn Zentimetern bei einer Tiefe von fünf Zentimetern. Ein Gelege besteht normalerweise aus zwei bis drei Eiern, gelegentlich sogar aus bis zu sechs Eiern.

## Verhalten und Ernährung
Das Weißkehl-Sumpfhuhns ernährt sich von Insekten und deren Larven sowie Grassamen. Zu der Insektenbeute gehören Schmetterlinge, Ameisen und Käfer. Gelegentlich verlässt es zeitweise seine Deckung, vermutlich um nach Fressen zu suchen.

## Verbreitung und Lebensraum

Verbreitungsgebiet (grün) des Weißkehl-Sumpfhuhns

Das Weißkehl-Sumpfhuhn bevorzugt Süßwassersümpfe, sumpfige Seen, Moorsümpfe, Reisfelder, Entwässerungsgräben, Savannen, trockenes bis feuchtes, höheres Gras auf Weiden, hohes Schilf an Straßenrändern und sekundäre Vegetation. Innerhalb der sumpfigen Lebensräumen scheint es trockenere Abschnitte zu bevorzugen und gilt in Surinam im Vergleich zu anderen kleinen Rallen weniger als Sumpfvogel. Es bewohnt Gebiete in Höhenlagen von Tiefland bis 1200 Metern.

## Migration
Das Zugverhalten des Weißkehl-Sumpfhuhns ist wenig erforscht. In Kolumbien ist es gut möglich, dass es zu saisonalen Wanderbewegungen kommen kann. Im nordöstlichen Gebiet des Río Meta ist es von Dezember bis März anwesend, und im westlichen Gebiet von März bis September. Während der Brutsaison wurden Wanderungen in die Rohrkolben-Sümpfe beobachtet und in der Trockenzeit in die Ciénaga Grande de Santa Marta. In Französisch-Guayana wurde ein erschöpfter Vogel auf einer Brücke gesichtet.

## Unterarten
Es sind folgende Unterarten bekannt:
- Mustelirallus albicollis typhoeca (Peters, JL, 1932)[3] kommt in Kolumbien über Venezuela, die Guyanas und das nördliche Brasilien vor. Die Unterart ist etwas kleiner und in der Färbung etwas heller.
- Mustelirallus albicollis albicollis (Vieillot, 1819)[4] ist im östlichen Brasilien über das östliche Bolivien, Paraguay und das nördliche Argentinien verbreitet. In Peru ist es nur sehr lokal anzutreffen.

Rallus olivaceus Vieillot, 1819 wurde durch M. a. typhoeca ersetzt und wird heute als Nomen dubium betrachtet.

## Etymologie und Forschungsgeschichte
Die Erstbeschreibung des Weißkehl-Sumpfhuhns erfolgte 1819 durch Louis Pierre Vieillot unter dem wissenschaftlichen Namen Rallus albicollis. Als Verbreitungsgebiet gab er Paraguay an, basierend auf Ypacahá del aplomado y pardo von Félix de Azara. 1856 führten Charles Lucien Jules Laurent Bonaparte die neue Gattung Mustelirallus ein. Dieser Begriff ist ein Wortgebilde aus lateinisch mustelinus, mustela, mus, muris ‚Wiesel gleich, Wiesel, Maus‘ und vermutlich dem Französischen Rasle, Râle für die Ralle. Der Artname albicollis setzt sich aus lateinisch albus ‚weiß‘ und lateinisch -collis, collum ‚-nackig, -kehlig, Nacken‘ zusammen. Typhoeca hat seinen Ursprung in τυφη tuphē, deutsch ‚Rohrkolben‘ und οικος, οικεω oikos, oikeō, deutsch ‚Bewohner, bewohnen‘, olivaceus in lateinisch olivaceus, oliva ‚olivgrün, olivfarben, Olive‘. Alfred Laubmann hatte für sein Werk Die Vögel von Paraguay einen Balg, gesammelt von Eugen Josef Robert Schuhmacher (1906–1973) im Bergland des Río Apa bei San Luis de la Sierra im Departamento Concepción, zur Verfügung. In der Literatur fand er nur Referenzen auf Azara. Da das gesammelte Exemplar ein legereifes Ei im Uterus hatte, ging er davon aus, dass das Sammelgebiet auch gleich Brutgebiet des Vogels ist.